# Сражение при Трентоне
Сражение при Трентоне (англ. Battle of Trenton) — небольшое, но важное для США по последствиям сражение, которое произошло 26 декабря 1776 года в Трентоне, во время Войны за независимость США. Переправившись через реку Делавер предыдущей ночью, генерал Джордж Вашингтон атаковал город Трентон в котором стояли гарнизоном три полка гессенских солдат. Переправа через покрытую льдинами реку Делавер ночью в плохую погоду была опасным предприятием, поэтому два подразделения не смогли перейти реку, и у Вашингтона осталось всего 2400 человек для атаки. Этот отряд прошёл 14 километров на юг к Трентону и застал гессенцев врасплох. После короткого боя две трети из 1500 человек гарнизона сдалась, и лишь немногие сумели скрыться за реку Ассунпинк-Крик.
Несмотря на небольшие масштабы, эта небольшая победа воодушевила повстанцев во всех американских штатах. Ещё за неделю до этого вера в успех американской революции стала таять и многим казалось, что борьба колоний за независимость обречена на неудачу. Победа при Трентоне привлекла в армию новых добровольцев, а многие ветераны записались на новый срок службы.
Нападение на Трентон показало командованию британской армии, что противник ещё боеспособен, и теперь едва ли получится выиграть войну одним генеральным сражением. Было решено изменить стратегию, и атаковать не армию Вашингтона, а столицу Америки, и так начали формироваться планы Филадельфийской кампании.

## Предыстория
После отступления из Нью-Йорка, сражения при Уайт-Плейнс и падения форта Вашингтон американская армия оказалась разделена на три части. Генерал Чарльз Ли с тремя дивизиями (5 500 чел.) находился в Норткасле, прикрывая направление на Новую Англию, четыре бригады генерала Хета стояли в Пикскил, а остальная армия, около 5400 человек, под личным командованием Вашингтона, находилась около форта Ли. Всё вместе насчитывало 14 000 человек, но реальная численность армии быстро сокращалась. Приближалась зима, начинались морозы, а у рядовых не было палаток, одежды, иногда даже обуви. Их сроки службы подходили к концу. 2600 человек должны были покинуть армию к 1 декабря, а остальную армию надо было распустить к 1 января 1777 года. Многие военные покидали армию ещё до формального окончания сроков службы.
19 ноября британский отряд подошёл к форту Ли и сходу занял его. Американская армия успела отступить, но потеряла при этом несколько тысяч баррелей муки. Вашингтон велел генералу Ли идти на соединение с основной армией, но тот медлил. Армия отступила к городку Хакенсак, но местность там была непригодна для обороны, и Вашингтон отвёл её в Ньюарк. Положение армии были критическим, Вашингтон раздумывал о том, чтобы отступить на западные окраины Пенсильвании или за Аллегенские горы. Он простоял в Ньюарке 5 дней, надеясь получить пополнение в виде ополчения Нью-Джерси, но ополчение так и не пришло. Генерал Хау полагал, что легко сможет добить ослабленную армию, поэтому решился разделить свои силы и отправил 6000 человек под командованием Клинтона на завоевание Род-Айленда. Другая часть армии, 10 000 человек, под командованием Корнуоллиса, 28 ноября подошла к Ньюарку и заняла его сразу после того, как американцы покинули город. Через два дня Континентальную армию покинули 2000 военных с завершившимися сроками службы. Вашингтон отступил к Принстону, а оттуда в Трентон. Бригада Стирлинга осталась в Принстоне для прикрытия отступления. Отряд Корнуоллиса в это время вышел к Брунсвику и мог бы перехватить армию противника на переправе, но получил приказ остановиться и ждать подхода основной армии.
7 декабря Вашингтон отправил отряд в 1200 человек к Принстону, чтобы исследовать обстановку и узнать что-то о перемещениях генерала Чарльза Ли. Подойдя к городку, этот отряд встретил отступающую бригаду Стирлинга; оказалось, что армия Корнуоллиса уже на подходе. Вашингтон повернул назад, по пути разрушая мосты и заваливая деревьями дороги. Корнуоллис вошёл в Трентон 8 декабря в 14:00, как раз в тот момент, когда последние подразделения Континентальной армии отошли на западный берег реки Делавэр. Генерал Хау попытался найти какие-то средства переправы, но все они были уже уничтожены. Тогда Хау решил, что кампания 1776 года фактически завершилась, отказался от мысли форсировать Делавэр и распределил свою армию по нескольким городкам.
Джозеф Галлоуэй, некогда член Континентального конгресса, а ныне один из лидеров лоялистов, обнаружил , что в Трентоне имеется достаточно строительных материалов для сооружения понтонного моста. Он предложил построить такой мост и продолжить наступление, но Хау отклонил это предложение.

### Положение американской армии
«Это был поистине самый мрачный час всей войны, — писал историк Кристофер Уорд, — Ньюпорт и Нью-Йорк были в руках врага. Филадельфия, крупнейший, лучший американский город, ... была без укреплений, без гарнизона, открытая для атак со всех сторон. Всего в 30 милях стояла армия в 10 000 британских и гессенских солдат, воодушевлённых регулярными победами, уверенными в своей силе, мечтающих об отдыхе на таких удобных зимних квартирах, как Филадельфия. И не было на пути к этому обречённому городу иного препятствия, кроме реки Делавэр». Река не была серьёзным препятствием, через неё легко было переправиться, и она могла замёрзнуть. В распоряжении Вашингтона оставалось всего 5000 человек, половина из которых была неопытными ополченцами. Вашингтон был вынужден признать, что не сможет удержать рубеж реки. «Я был бы рад найти способ остановить их, — писал он Конгрессу, — но пока не нахожу». 18 декабря он написал своему брату Самуэлю в Вирджинию, что если не приложить усилий для вербовки новых рекрутов, то «игра, наверняка, будет окончена».
Между тем только 2 декабря генерал Ли с остатками своего отряда перешёл Гудзон, но не для присоединения к армии Вашингтона, а для диверсий в тылу британской армии. Он медленно проследовал через Морристаун к Вилтауну, где оставил армию под присмотром Салливана, а сам 12 декабря отправился в таверну в Баскен-Ридж, где утром 13 декабря его захватил в плен британский полковник Уильям Харкур. Это событие потрясло Америку и самого Вашингтона, но оно ускорило концентрацию войск: Салливан принял командование армией Ли и уже 20 декабря присоединился к Вашингтону. Следом подошёл генерал Гейтс с отрядом в 500 человек, а затем 1000 пенсильванцев полковника Кадвалладера. Теперь у Вашингтона было уже 6000 человек, и он стал думать о контрнаступлении.
В это время генерал Хау отвёл свои войска в Нью-Йорк, оставив в Нью-Джерси всего несколько постов. Вдоль реки Делавэр, от Бордертауна до Бёрлингтона, он развернул 3000 человек под командованием Карла фон Донопа. Это были гессенские гренадеры, гессенские егеря и 42-й пехотный полк. Часть этих сил, 1300 человек полковника Ролла, стояла в Трентоне, а часть, около 2000 человек, в Бордертауне под личным командованием Фон Донопа. Такое расположение войск было рискованным, но Хау полагал, что противник не осмелится напасть на него. Он велел Роллу усилить Трентон укреплениями, но Ролл не выполнил этот приказ. Вашингтона между тем продолжало беспокоить положение его армии. После 31 декабря в армии должно было остаться всего 1400 человек, и тогда даже гессенцы Фон Донопа будут иметь возможность легко взять Филадельфию. Понимая, что не сможет помешать наступлению на Филадельфию, он стал думать о том, чтобы нанести упреждающий удар. Кристофер Уорд писал, что это была отчаянная мысль, но и ситуация была отчаянной. «Необходимость, крайняя необходимость оправдывает такую атаку», писал Вашингтон полковнику Риду 23 декабря. Он понимал, что рискует, что атакующий отряд может быть отрезан на левом берегу реки и уничтожен.

### Перестрелка в Маунт-Холли
В середине декабря генерал-майор Исраель Патнэм отправил за реку Делавэр небольшой отряд ополчения под командованием полковника Самуэля Гриффина. Вашингтон решил усилить этот отряд людьми Кадвалладера и атаковать посты противника около местечка Маунт-Холли. 22 декабря полковник Рид встретился с Гриффином и обнаружил, что тот болен, а его отряд слишком слаб. В тот же день о присутствии Гриффина стало известно в штабе фон Донопа в Бордертауне. Вечером того дня люди Гриффина обстреляли гессенский пост, но были отбиты. 23 декабря Фон Доноп привёл в Маунт-Холли несколько пехотных батальонов и заставил Гриффина отступить. Фон Доноп остался ночевать в Маунт-Холли в ночь на 24-е, и потом ещё на целый день. Предполагается, что причиной его задержки стала симпатичная вдова местного врача.
Перестрелки 22 и 23 декабря в Маунт-Холли были незначительным тактическим событием, но имели большое стратегическое значение: несколько батальонов Фон Донопа переместились в Маунт-Холли, оказавшись в 18 милях от Трентона. Историк Уильям Дуайер писал, что вдова из Маунт-Холли внесла, возможно, ненамеренно, большой вклад в дело Американской революции.

### План американцев
Вечером 24 декабря Вашингтон собрал на военный совет генералов Грина, Салливана, Мерсера, Стирлинга, Роше де Фермой и Сент-Клэра, а так же несколько полковников. На этом совете план наступления был обсуждён и одобрен.
План американского командования предполагал скоординированную атаку с трех направлений. Генерал Джон Кадвалладер должен был возглавить 900 континенталов из Род-Айленда, 1000 пенсильванцев, делавэрскую роту Томаса Родни и два 6-фунтовых орудия, и совершить диверсию против британского гарнизона в Бордентауне, чтобы предотвратить переброску подкреплений с южного направления. Генерал Джеймс Эвинг должен был взять 700 пенсильванских ополченцев, переправить их через реку у Трентон-Ферри, захватить мост через Ассупинк-Крик и не дать гессенцам отступить за эту реку. Основной же отряд, 2400 человек, был собран из бригад Стивена, Мерсера, Стирлинга, Сент-Клэра, Гловера и Де Фермой, при этом каждый из них командовал своими собственными людьми. Эти силы должны были быть разделены на два корпуса под командованием Грина и Салливана. Генри Нокс командовал артиллерией в количестве 18-ти стволов. Рядовым было приказано взять запас еды на три дня и по 40 выстрелов на ствол. Этот отряд должен был перейти Дэлавер у Макконки-Ферри, в 9 милях от Трентона и атаковать Трентон рано утром. В случае успеха рассматривалась возможность атаковать в направлении Принстона или Нью-Брунсвика.
План подразумевал, что все три части армии выйдут на позиции для атаки одновременно, перед рассветом, то есть, до 06:00. Вашингтон надеялся начать атаку в темноте и застать противника врасплох. Если элемент внезапности будет утрачен, то гессенцы могут успеть занять оборонительную позицию и отбить атаку. Более того, в этом случае они могут контратаковать, и в этом случае не будет никаких шансов уйти обратно за Делавэр.
Изначально Вашингтон надеялся задействовать ещё один отряд. Он хотел, чтобы генерал Патнэм усилил отряд Гриффина в Маунт-Холли, и усиленный отряд снова атаковал гессенцев в тех местах, но Патнэм сообщил, что состояние ополчения и нехватка времени не позволяют ему прислать усиления. От плана задействовать Гриффина пришлось отказаться.
Ещё за неделю до сражения передовые отряды американцев начали нападать на кавалерийские патрули противника, перехватывать гонцов и нападать на гессенские пикеты. Вашингтон приказал Эвингу и его пенсильванским ополченцам добыть как можно больше информации о передвижении гессенцев и Эвинг совершил три удачных рейда за реку. 17 и 18 декабря его люди атаковали пост гессенских егерей, а 21 декабря подожгли несколько домов. Вашингтон так же внимательно наблюдал за всеми переправами около лагеря Континентальной армии, поскольку полагал, что Уильям Хау замышляет атаку и только ждёт момента, когда река Делавер замёрзнет.

### Положение гессенцев
14 декабря 1776 года генерал Хау вернулся в Нью-Йорк, оставив в Нью-Джерси несколько постов под общим командованием генерала Джеймса Гранта, штаб которого находился в Брунсвике. Гессенские отряды разместились в Трентоне. В то время это был небольшой городок в 100 домов с двумя основными улицами: Кинг-Стрит и Куин-Стрит. 22 декабря Фон Доноп ушёл в Монт-Холли чтобы прогнать ополченцев Гриффина. Командиром в Трентоне он оставил полковника Ролла, которого недолюбливал. В том году Роллу было 36 лет и у него был богатый военный опыт, но гессенские военные не испытывали к нему уважения. Ролл сразу же запросил у Гранта подкреплений, но тот не воспринимал всерьёз американцев и не видел необходимости в подкреплениях.
Впоследствии многие гессенские офицеры описывали Ролла как ленивого, пьющего человека, пренебрегающего мерами безопасности, хотя капитан Иоганн фон Эвальд утверждал, что критики Ролла недостойны даже носить его шпагу.
В распоряжении Ролла было три пехотных полка: полк Ролла из 6-ти гренадерских рот; полк Книпхаузена из 5-ти фузилёрских рот и одной гренадерской; и полк Лоссберга, того же состава, что и предыдущий. Согласно немецкой традиции, полк получал название от имени офицера, который им командовал, и сохранял это название даже тогда, когда офицер покидал полк в связи с повышением. Номинально в каждом полку числился 21 офицер, 60 сержантов, 5 врачей, 22 музыканта и 525 рядовых.
Полки имели униформу различного цвета: полк Ролла был одет в синие мундиры, полк Лоссберга в красные, полк Книпхаузена в чёрные, а гесенские егеря в зелёные.
Каждый полк имел два бронзовых 3-фунтовых орудия.
У города Трентона не было стен и иных укреплений. Некоторые гессенские офицеры посоветовали Роллу построить таковые, а два его инженера рекомендовали возвести редут и укрепить берег реки. Они даже начертили план желаемых укреплений, но Ролл посчитал это излишним. На очередное предложение построить укрепления он ответил: «Пусть приходят... Мы справимся с ними одними штыками».
Незадолго до Рождества лоялисты донесли, что американцы что-то замышляют. Дезертиры из американской армии рассказали, что армия Вашингтона готовится к переправе и запасает продовольствие. Ролл прилюдно объявил, что такого не может быть, но в частных письмах начальству выразил опасение возможностью внезапной атаки. Донопу он написал, что может быть атакован в любой момент, и советовал разместить небольшой гарнизон в Мейденхеде около Трентона. На его письма не обратили внимания. 22 декабря шпионы донесли Гранту, что Вашингтон созвал военный совет. Тот велел Роллу быть настороже.

### Переправа через Делавэр
На Рождество, 25 декабря, основная колонна сконцентрировалась около Макконки-Ферри за холмом, вне поля зрения противника, а в 15:00 выступила к реке, где уже были собраны лодки. Лодками управляли те же самые рядовые, что в августе обеспечивали эвакуацию армии с Лонг-Айленда. С наступлением темноты началась переправа. Вирджинцы Стивена переправлялись первыми, за ними последовали отряды Мерсера, а затем Стирлинга. Ночь была тёмной, несмотря на полнолуние, с сильным ветром, дождём и снегом. Предполагалось, что армия переправится к полуночи, но на практике только к 04:00 армия начала марш к Трентону. Рядовые замёрзли, промокли, а офицеры, помимо этого, были обеспокоены тем, что армия наступает, выбиваясь из графика и едва ли сможет застать противника врасплох. Но Вашингтон сохранял спокойствие и был настроен решительно. Когда от генерала Салливана передали, что в его отряде отсырел порох, он ответил: «Пусть генерал Салливан использует штыки. Я намерен взять Трентон».
Армия прошла одной колонной 5 миль до селения Бирмингем, где разделилась: Салливан пошёл по Ривер-Роуд, вдоль реки, а Вашингтон двинулся левее, по Пеннингтонской дороге. До Трентона по обеим дорогам было 4 мили. Вашингтон ехал на коне вместе со своей колонной, повторяя: «Бога ради, держитесь около своих офицеров!». Это был первый раз, когда Вашингтон находился прямо при атакующей колонне, до этого он в основном руководил боями из штабного здания.

## Сражение
Гессенские солдаты в тот день отмечали Рождество и праздник затянулся до ночи. Впоследствии утверждалось, что они много выпили в тот вечер, но историк Дэвид Фишер приводит слова Джона Гринвуда, участника сражения, который писал, что за всю ночь гессенцами не было выпито ни капли спиртного и не съедено ни кусочка хлеба.
Поздно вечером небольшой американский отряд, действовавший без ведома Вашингтона, обстрелял гессенский пост, чем вызвал переполох, но американцы ушли и тревога улеглась. Около полуночи к Роллу явился посетитель, но слуги не пропустили его. Он передал полковнику записку, в которой сообщалось, что американцы идут на Трентон. Ролл, получив записку, отправил её в карман, не читая. Она была найдена в его кармане через два дня, после его смерти. Трентон в тот день охранялся цепью пикетов. На Пеннингтонской дороге, по которой наступал отряд Вашингтона, находился пост в составе лейтенанта, капрала и 24-х рядовых.  Ближе к городу стояла рота капитана Алтенбокама из полка Лоссберга. На дороге, по которой шла дивизия Салливана, стоял пост из капитана и 50-ти егерей. Такие же посты стояли у моста Ассупинк-Бридж, на дороге к Мейденхеду, и ещё на двух дорогах.
Утром 26 декабря, примерно в 07:30, лейтенант Андреас Видерхолд, который командовал пикетом на Пеннингтонской дороге, увидел в 200 метрах от себя авангард отряда Стивена, и в тот же момент его караульные закричали «Der Feind! Heraus! Heraus!» (Враги! Уходим! Уходим!). После короткой перестрелки пикет стал отступать к посту Алтенбокама. Отряд на посту дал по наступающим залп, после чего тоже стал отходить к Трентону. Отряд Салливана в тот же момент напал на пост на параллельной дороге — который размещался в загородном доме нью-джерсийского генерала  Филемона Дикенсона — и тоже обратил его в бегство к Трентону. Услышав стрельбу, лейтенант Джекоб Пил разбудил Ролла. Тот сразу начал строить свой полк на Кинг-Стрит, полк Лоссберга встал на Куин-Стрит, а один батальон развернулся фронтом на юг, откуда приближался отряд Салливана. Полк Книпхаузена остался в резерве на Сэконд-Стрит и Кинг-Стрит.
Отряды Вашингтона подошли к городу с севера, туда, где сходились улицы Кинг-Стрит и Куин-Стрит; здесь отряды Стивена и Фермой сдвинулись влево и развернулись в линию от Принстонской дороги до реки Ассупинк. Отряд Мерсера сместился вправо и развернулся в линию к югу, где соединился флангом с отрядом Салливана на Ривер-роуд. Отряд Стирлинга, который шёл последним, теперь вышел прямо к точке схождения Кингс-Стит и Куин-Стрит и установил там артиллерию: 4 орудия капитана Томаса Форреста простреливали всю Куин-Стрит, а два орудия капитана Александра Гамильтона простреливали Кингс-Стрит. Полк Ролла и часть полка Лоссберга в этот момент наступали на север по Кингс-Стрит и попали прямо под огонь орудий Гамильтона, а отряд Мерсера стал стрелять по их левому флангу. Полк Ролла успел сделать два залпа, после чего начал отступать в беспорядке, расстроив ряды людей Лоссберга. Гессенцы выкатили два орудия, но артиллеристы были вскоре перебиты ружейным огнём. Генри Нокс велел полковнику Джорджу Уидону отправить группу людей на захват орудий. Уидон поручил это капитану Уильяму Вашингтону, который взял с собой лейтенанта Джеймса Монро, сержанта Джозефа Уайта и ещё несколько человек, пробрался вдоль домов и захватил оба орудия. Вашингтон и Монро были ранены в этом бою. На Куин-Стрит тоже стояли два орудия, которые сделали три или четыре выстрела, но их огонь удалось подавить. Отряд Салливана в это время вышел к южной окраине города и заставил отступить полк Книпхаузена.
Полк Ролла и почти весь полк Лоссберга отошли на восточную окраину города. Часть гессенцев уже погибла, часть бежала в сторону Бордертауна, но Ролл привёл в порядок те части, что уцелели, и решил штыковой атакой отбить Трентон. Под звуки полкового оркестра его полк начал наступать на Куин-Стрит. Американцы в это время заняли город, пробрались в дома, и на огне очагов успели просушить отсыревшие мушкеты. Когда полк Ролла приблизился к городу, по нему открыли огонь изо всех окон. Ролл приказал атаковать, но его полк дрогнул и побежал. Полк Лоссберга тоже пытался атаковать, но был остановлен плотным огнём. Было решено отступить, но отряд Салливана уже захватил мост через Ассупинк. Ролл приказал отходить в сад к юго-востоку от города, но как только он отдал этот приказ, в него попали сразу две пули. Его отнесли в один из домов. Его полк попытался прорваться на север, к дороге на Нью-Брунсвик, но попал под огонь отрядов Стивена и Фермой, и отступил. Понимая, что отходить некуда, полк сдался. Офицеры отдали шпаги генералу Стирлингу.
Тем временем отряд Салливана вёл перестрелку с полком Книпзаузена и одним из батальонов полка Лоссберга, которым командовал майор Фон Дехов. Полковник Джон Старк бросил своих людей в атаку, в ходе которой Фон Дехов был ранен, а полк отступил. Гессенцы пытались пробиться к мосту, но были отбиты. Тогда они решили перейти реку Ассупинк, но не нашли брода. Два их орудия увязли в болоте и их пришлось бросить. Некоторым удалось перебраться через реку вплавь, но там их встретил отряд Сент-Клэра. Оказавшись в безвыходном положении, полк Книпхаузена также сдался. Было 09:00, сражение завершилось.
Приняв капитуляцию полка Книпхаузена, Сент-Клэр отправил к Вашингтону майора Джеймса Уилкинсона с донесением. Тот нашёл Вашингтона на Кингс-Стрит. Мимо как раз вели раненого Ролла. Уилкинсон сообщил Вашингтону, что последний гессенский полк сложил оружие. Вашингтон улыбнулся и ответил: «Майор Уилкинсон, это славный день для нашей страны».
Историк Кристофер Уорд писал, что особенностью этого сражения было малое использование мушкетов. Погода была сырая, шёл дождь, и у мушкетов с обеих сторон отсырели кремни и не давали искры. Стрелять удавалось только тем, кто успел пробраться в дома и на огне просушить кремни. По этой причине в сражении использовались в основном орудия, штыки и сабли. Это сражение невозможно описать в деталях, это был хаотичный городской бой, где роты, небольшие отряды и просто отдельные бойцы стреляли друг по другу в пороховом дыму, под падающим снегом, в полной неразберихе.
Когда сражение началось, у моста через Ассупинк-Крик стояли 20 драгун из 16-го его величества лёгкодрагунского полка, но они ушли из Трентона в самом начале сражения. Ни в одном документе не удалось найти упоминаний какого-либо их участия в бою.
Сражение при Трентоне длилось недолго, хотя среди участников нет единого мнения о его длительности. Гессенские офицеры Стединг и Швабе утверждали, что оно длилось полтора часа, а подполковник Шеффер, майор фон Ханстейн, капитан Альтенбокам и энсин фон Хобе утверждали, что два часа. Альтенбокам уточнял, что непосредственно сражение длилось полчаса или 45 минут. Одни свидетели утверждали, что сражение началось в 07:30 часов утра, другие — что в 08:00. Так или иначе, само сражение в черте Трентона длилось немногим более получаса.

### Переправа Эвинга и Кадвалладера
План предполагал, что генерал Эвинг переправится через реку ниже Трентона и отрежет бегущим пути отхода, но Эвинг не стал переходить Делавэр. Прибыв к месту переправы и изучив реку, он решил что переход реки невозможен, и даже не стал пробовать.
Генерал Кадвалладер тоже решил, что перейти Делавэр в указанном месте невозможно, и выбрал для переправы другой участок, где в 20:00 погрузил лёгкую пехоту на лодки. Пехотинцы смогли пробиться сквозь льды, высадиться на мелководье, добраться до суши и построиться там для прикрытия переправы основных сил. В 21:00 начали переправляться два пенсильванских батальона с двумя орудиями, и часть пехоты удалось высадить на сушу, но Кадвалладер не смог найти место для выгрузки орудий и приказал отменить наступление. Лёгкая пехота простояла на берегу шесть часов под ветром и снегом,  а затем вернулась на пенсильванский берег. Томас Родни вспоминал, что приказ об отступлении привёл отряд в такое негодование, что они предложили атаковать противника без орудий и без Кадвалладера. Сам Родни был убеждён, что можно было захватить Бёрлингтон силами одной только лёгкой пехоты. Это соответствовало приказам Вашингтона, который рекомендовал Кадвалладеру провести диверсию, если не получится организовать что-то более серьёзное. Нерешительность Кадвалладера поставила Вашингтона в опасное положение; если бы он не сумел разбить Ролла достаточно быстро, Фон Доноп успел бы прийти на помощь и весь отряд Вашингтона был бы уничтожен.

## Последствия
Так как отряды Эвинга и Кадвалладера не перешли Делавэр, то Вашингтону пришлось отказаться от планов атаки на Принстон и Нью-Брунсвик. Однако, его армия была сильно измотана сложной переправой и ей надо было охранять почти тысячу пленных, поэтому она едва ли смогла бы продолжать наступление даже в случае прибытия Эвинга и Кадвалладера. Около полудня Вашингтон приказал отступать к переправам. Пленных конвоировала бригада Стирлинга. Снежная буря тем временем не утихала, и переправиться через реку было ещё труднее, чем утром. Считается, что трое рядовых замерзли в лодках при переправе. Только к ночи удалось полностью переправить армию на пенсильванский берег, и только к утру солдаты вернулись в свои лагеря. Участникам боя пришлось быть на ногах 36, 40, а некоторым и 50 часов. Некоторые из них прошли более 40 миль по морозу и ветру. Около 1000 человек на следующий день были признаны непригодными к полевой службе.
Капитан Баум и капитан фон Шиммельфениг из полка Книпхаузена, и ещё примерно 50 рядовых сумели пробраться за Ассупинк-Крик, уйти на север, и добраться до Принстона к 20:00 того дня. Они рассказали о произошедшем генералу Лесли, и это были первые известия, которые британское командование получило о событиях в Трентоне. Рядовых оставили в Принстоне, а капитана Баума сразу же послали в Брунсвик с донесением для генерала Гранта. Грант отправил его к генералу Эрскину в Эмбой, откуда его направили с донесением для генерала Хау в Нью-Йорк. Новости произвели на генерала тяжёлое впечатление. Он был возмущён тем, что три старинных, регулярных полка, состоящих из профессиональных военных, сложили оружие перед необученными ополченцами. В тот момент генерал Корнуоллис уже готовился вернуться в Англию, но Хау отменил отправку и отправил Корнуоллиса в Нью-Джерси.
Ещё утром 26 декабря генерал Кадвалладер услышал стрельбу в Трентоне и решил снова попытаться перейти реку. Он пришёл в Бристол, который изначально был выделен ему для переправы, и в 10:00 начал погрузку своего отряда на лодки. Переправившись на восточный берег, он получил письмо от Вашингтона, из которого узнал, что Вашингтон вернулся в Пенсильванию. Теперь Кадвалладер с отрядом в 1800 человек оказался в Нью-Джерси, один на один со всеми гессенскими отрядами. Это было опасное положение, и он решил вернуться за реку, но полковник Рид заявил, что надо сделать что-то, потому что они уже три раза перешли эту чертову реку, и если на этот раз ничего не получится, то ополченцы разойдутся по домам. Не все поддержали это предложение, но Кадвалладер согласился в виде компромисса войти в Бёрлингтон.
Кадвалладер вступил в Бёрлингтон в 21:00 и не обнаружил там противника. Утром 27 декабря он вошёл в Бордертаун, где ему достались большие запасы военного имущества, брошенные гессенцами. Полковник Рид разведал положение в Трентоне и обнаружил, что противника нет и там. Он сразу же написал об этом Вашингтону и предложил тому вернуться, чтобы воспользоваться плодами победы. Вашингтон уже сам пришёл к такому решению и 29 декабря начал переправу войск. Это событие привело через несколько дней к сражению при Принстоне.

### Влияние на общественное мнение
Британский историк Джон Фортескью писал, что атака на Трентон изменила ход войны. Если бы Ролл точнее выполнял приказы, проблем удалось бы избежать; если бы Фон Доноп сразу же атаковал Вашингтона в Трентоне, ошибки Ролла можно было бы исправить; «но обстоятельства сложились так, что всё дело американского восстания было спасено смелыми и грамотными действиями Вашингтона». Дух сопротивления снова ожил, и Хау увидел, что американцы готовы атаковать его со всех сторон. Моральный эффект от разгрома американцев под Нью-Йорком кончился, и теперь британской армии надо было начинать всё сначала. 20 января Хау написал письмо лорду Джермейну, в котором сообщил, что ситуация в Америке после Трентона серьёзно ухудшилась. Он отказался от планов завоевания Новой Англии и решил сосредоточиться на захвате Филадельфии. Хау писал, что нападения американцев на Трентон и Принстон изменили ситуацию гораздо сильнее, чем сначала показалось. Уже почти нет шансов быстро завершить войну одним сражением. Теперь именно Филадельфия должна стать главной целью, всё остальное второстепенно.
В письме Джермейну генерал Хау постарался приуменьшить значение сражения, и даже слегка исказил факты, но он не смог ввести Джермейна в заблуждение. Тот написал весьма жёсткое письмо Фон Хейстеру, в котором напомнил, как опасно недооценивать противника. Джермейн надолго запомнил Трентон, и даже два года спустя, на дебатах в Палате общин он сказал, что генералу Хау следовало бы в 1776 году развить свой успех, перейти Делавэр и взять Филадельфию, и тогда война была бы завершена, «однако, все наши надежды рухнули из-за того неудачного события под Трентоном».
Генералу Фон Хнейстеру пришлось написать письмо с оправданием для Гессенского ландграфа Фридриха II. Он объяснял поражение превратностями войны и горячностью полковника Ролла, но вынужден был признать потерю 15-ти знамён и 6-ти орудий. Однако, ландграф желал детального расследования событий и наказания виновных, в частности, самого Фон Хейстера. Следствие по этому делу шло несколько лет, и только в апреле 1782 года специальная комиссия постановила, что в неудаче виновны Ролл и Дехов. Ландграф запретил выдать разбитым полкам новые знамёна, но комиссия посоветовала всё же это сделать. Решением ландграфа Фон Хейстер был отозван из Америки под предлогом того, что климат этих мест вреден для его здоровья, и командование гессенскими частями принял Вильгельм фон Книпхаузен.
Сражение при Трентоне повлияло на репутацию Вашингтона, которая сильно пошатнулась после разгрома на Лонг-Айленде. Общество снова поверило в способности этого генерала. Вашингтон ещё ранее писал губернатору Трамбуллу, что удачная атака воодушевит людей, однако, как писал историк Дэвид Маккалоу, он едва ли мог предположить, насколько мощным будет эффект победы под Трентоном. Через несколько дней газеты были переполнены описаниями переправы через Делавэр, марша на Трентон и сражения в городе. Описывались пленные, захваченные орудия, кони и даже барабаны. Рядовой Джон Адлум, который находился в плену в Нью-Йорке, потом вспоминал, как хозяин одной лавки затащил его в дальнюю комнату, возбуждённо схватил его за руку, и произнёс: «Генерал Вашингтон разбил гессенцев при Трентоне сегодня утром, захватил 900 пленных и шесть орудий!». Адлум сразу же рассказал об этом другим пленным. Джон Хэнкок, председатель Континентального Конгресса, поздравил Вашингтона с победой, заметив, что победа тем более выдающаяся, что одержана измождёнными, утратившими веру солдатами.
Конгресс уполномочил Вашингтона самостоятельно набирать полки, присваивать офицерские звания, назначать жалование и арестовывать неугодных. Фактически на период в шесть месяцев он получил диктаторские права.
Мнение о Вашингтоне изменилось даже в Англии; британский писатель Хорас Уолпол, который внимательно изучал прессу и был в курсе всех разговоров при дворе, отмечал, что репутация Вашингтона стремительно возросла, а его марш от Трентона на Принстон (через несколько дней после сражения при Трентоне) можно назвать шедевром военного искусства.
В это время отношения Англии с Францией постепенно ухудшались, а после получения известий о сражениях при Трентоне и Принстоне они стали меняться ещё быстрее. Лорд Стормонт, британский посол во Франции замечал, что вера в успех американцев выросла. Стормонт писал госсекретарю, что враждебность Франции и дикий энтузиазм в отношении американцев никогда ещё не был столь сильны, и что у него нет ни тени сомнения, что граф Верженн, министр иностранных дел Франции, в душе настроен враждебно и с нетерпением желает успеха мятежникам.
Историк Ричард Кетчам писал, что события на реке Делавэр были чем-то большим, чем просто небольшими сражениями без серьёзного количества участников и без прямого влияния на политику Англии; они показали, что молодая американская нация имеет шанс на победу, если только проявит достаточное упорство. «Именно эти сражения стали поворотным моментом истории», писал он.

### Потери
В сражении при Трентоне погибли 22 гессенца и 92 были ранены. 948 человек попало в плен, из них 32 были офицерами. Американцам досталось 6 бронзовых орудий, 6 повозок, 40 лошадей, 1000 мушкетов и винтовок со штыками и всем снаряжением, 15 знамён и 14 барабанов, а так же много инструментов от полковых оркестров. Было найдено и некоторое количество рома, который Вашингтон приказал уничтожить. Американцы потеряли ранеными всего двух офицеров и двух рядовых. Из раненых гессенцев 28 были условно освобождены и оставлены в Трентоне. Среди них были Ролл и Дехов. Оба умерли от ранений через пару дней.
Дуглас Фримен писал, что армия Вашингтона не понесла потерь убитыми: по его словам 27 декабря Вашингтон написал в отчёте, что погиб один или два рядовых, но 28 декабря сообщил, что убитых не было.
Согласно статистике историка Уильяма Страйкера, распределение потерь по гессенским полкам было следующим:
- Полк Ролла насчитывал 512 человек, из них на постах находились 87 человек, итого в сражении участвовали 5 офицеров и 435 рядовых, из них 1 офицер (Ролл) и 12 рядовых убито, а 1 офицер и 10 рядовых ранен.
- Полк Лоссберга насчитывал 16 офицеров и 467 рядовых, из них 3 офицера и 4 рядовых убито, а 4 офицера и 55 рядовых ранено.
- Полк Книпхаузена насчитывал 12 офицеров и 429 рядовых, из них 1 офицер (Дехов) и 1 рядовой убит, а 1 офицер и 13 рядовых ранено.

Всего по статистике Страйкера было убито 6 офицеров и 17 рядовых, и 78 человек ранено. Все убитые и те раненые, что умерли вскоре после сражения, были похоронены, как гласит местное предание, во дворе Пресвитерианской церкви в Трентоне.
К пленным гессенским офицерам отнеслись гуманно, хотя они и жаловались потом, что в первый день после плена они оставались без еды и питья. На следующий день Вашингтон пригласил некоторых на обед, а затем их отправили в Филадельфию. На Новый Год их навещал Израэль Патнэм, а 6 января их переправили в Балтимор и передали Военной Комиссии Конгресса. Впоследствии они были отправлены в Вирджинию, где оставались вплоть до обмена в 1778 году.
Пленных рядовых тоже отправили в Филадельфию, где 30 декабря провели строем по улицам города. До 1777 года их держали в Вирджинии, потом перевели в Нью-Джерси для работы на железоплавильном заводе. Многие сбежали и остались жить в Вирджинии и Пенсильвании. Оба полковых оркестра были оставлены в Филадельфии, где им нашлась работа, а 4 июля 1777 года они играли на праздновании первой годовщины независимости.

### Музеефикация
Здание трентонских казарм, в котором были размещены гессенские военные, было частично разрушено, а частично уцелело, и впоследствии в нём располагались различные общественные организации. В XX веке по инициативе общества «Дочери американской революции» была создана Ассоциация Старых Казарм, которая выкупила часть зданий в 1902 году, а в 1914 году штат выкупил остальные постройки. Была проведена небольшая реконструкция, а в 1985—1998 годах прошла вторая реконструкция, которая восстановила казармы в том виде, в котором они существовали в 1758 году. В здании казарм функционирует Музей старой казармы, а само здание считается символом штата Нью-Джерси.

### В культуре
Между 1790 и 1860 годом в США было написано много картин на тему Американский революции, которые оказали сильное влияние на формирование образа Революции. Несколько картин этого периода касались сражения при Трентоне. Первое изображение переправы через Делавэр принадлежит кисти художника Томаса Салли. В 1817 году ему заказали портрет Вашингтона для сената Северной Каролины, и Салли, вдохновившись мемуарами Уилкинсона, выбрал сюжетом картины ночную переправу. Он лично посетил место переправы снежной ночью, чтобы точнее передать детали. На картине изображены Вашингтон, Генри Нокс, Натаниель Грин и Билли Ли, чернокожий слуга Вашингтона. Картина была завершена в декабре 1819 года. В наше время картина выставлена в бостонском Музее изящных искусств.
Самой известной картиной на тему войны за независимость стало полотно «Вашингтон переправляется через Делавэр», созданное немецким художником Эмануэлем Лойце, который писал её под впечатлением неудачи революции 1848 года в Германии. На картине, созданной в 1851 году, изображены Вашингтон, Джеймс Монро и Натаниель Грин. Все персонажи картины одеты в разную одежду, символизируя участие различных слоёв общества в революции.
В 1786 году американский художник Джон Трамбулл тоже создал картину на тему сражения, но изобразил не переправу, а капитуляцию гессенцев, акцентируя внимание на проявлении милости к проигравшим. Картина была названа Капитуляция гессенцев в Трентоне 26 декабря 1776 года. Он вносил в картину множество изменений и завершил её только в 1828 году.
|                                      |                                      |                                       |                        |                                    |
| Переправа через Делавэр; Томас Салли | Капитуляция гессенцев; Джон Трамбулл | Вашингтон после Трентона; Перси Моран | Вашингтон при Трентоне | Переправа через Делавер (фрагмент) |